# Torneo Apertura 2016 (Bolivia)
El Torneo Apertura 2016 fue el que inició la temporada 2016-17 de la Primera División de Bolivia. Comenzó el 12 de agosto y terminó el 21 de diciembre. Sin embargo, al concluir el cronograma del torneo, los equipos de The Strongest y Bolívar acabaron igualados con 49 puntos en la primera posición, por lo que definieron en un partido extra el campeonato el día 24 de diciembre.
Resultó ganador el Club The Strongest y clasificó a la Copa Conmebol Libertadores 2018 como Bolivia 1.

## Tabla de posiciones
| Pos. | Equipo            | Pts. | PJ | PG | PE | PP | GF | GC | Dif. |
| ---- | ----------------- | ---- | -- | -- | -- | -- | -- | -- | ---- |
| 01.º | The Strongest     | 49   | 22 | 14 | 7  | 1  | 44 | 12 | 32   |
| 02.º | Bolívar           | 49   | 22 | 15 | 4  | 3  | 46 | 21 | 25   |
| 03.º | Oriente Petrolero | 34   | 22 | 10 | 4  | 8  | 25 | 31 | −6   |
| 04.º | Real Potosí       | 31   | 22 | 9  | 4  | 9  | 33 | 30 | 3    |
| 05.º | Blooming          | 29   | 22 | 8  | 5  | 9  | 24 | 25 | −1   |
| 06.º | Wilstermann       | 29   | 22 | 8  | 5  | 9  | 28 | 34 | −6   |
| 07.º | Nacional Potosí   | 28   | 22 | 8  | 4  | 10 | 41 | 47 | −6   |
| 08.º | Sport Boys        | 26   | 22 | 6  | 8  | 8  | 27 | 31 | −4   |
| 09.º | Universitario     | 25   | 22 | 6  | 7  | 9  | 27 | 37 | −10  |
| 10.º | San José          | 24   | 22 | 7  | 3  | 12 | 29 | 42 | −13  |
| 11.º | Petrolero         | 23   | 22 | 6  | 5  | 11 | 20 | 19 | 1    |
| 12.º | Guabirá           | 20   | 22 | 6  | 2  | 14 | 27 | 42 | −15  |

|  |                                                     |
|  | Clasificado para la Copa Conmebol Libertadores 2018 |

### Evolución de las posiciones
| Equipo / Fecha    | 1    | 2    | 3    | 4    | 5    | 6    | 7    | 8    | 9    | 10   | 11   | 13   | 14   | 15   | 16   | 17   | 12   | 18   | 19   | 20   | 21   | 22   |
| ----------------- | ---- | ---- | ---- | ---- | ---- | ---- | ---- | ---- | ---- | ---- | ---- | ---- | ---- | ---- | ---- | ---- | ---- | ---- | ---- | ---- | ---- | ---- |
| The Strongest     | 03.º | 05.º | 07.º | 04.º | 05.º | 06.º | 03.º | 02.º | 02.º | 02.º | 02.º | 02.º | 02.º | 02.º | 02.º | 02.º | 02.º | 02.º | 02.º | 02.º | 02.º | 01.º |
| Bolívar           | 01.º | 01.º | 02.º | 06.º | 06.º | 04.º | 01.º | 01.º | 01.º | 01.º | 01.º | 01.º | 01.º | 01.º | 01.º | 01.º | 01.º | 01.º | 01.º | 01.º | 01.º | 01.º |
| Oriente Petrolero | 04.º | 09.º | 04.º | 01.º | 02.º | 05.º | 02.º | 03.º | 04.º | 05.º | 03.º | 03.º | 03.º | 03.º | 03.º | 03.º | 03.º | 03.º | 03.º | 03.º | 03.º | 03.º |
| Real Potosí       | 05.º | 10.º | 10.º | 07.º | 09.º | 07.º | 09.º | 06.º | 06.º | 07.º | 05.º | 07.º | 05.º | 04.º | 04.º | 05.º | 04.º | 04.º | 05.º | 04.º | 04.º | 04.º |
| Blooming          | 05.º | 12.º | 12.º | 12.º | 11.º | 10.º | 10.º | 05.º | 03.º | 03.º | 07.º | 06.º | 04.º | 06.º | 06.º | 08.º | 07.º | 06.º | 07.º | 05.º | 06.º | 05.º |
| Wilstermann       | 05.º | 02.º | 01.º | 02.º | 03.º | 02.º | 05.º | 07.º | 08.º | 06.º | 08.º | 08.º | 07.º | 09.º | 05.º | 04.º | 05.º | 05.º | 06.º | 06.º | 05.º | 06.º |
| Nacional Potosí   | 02.º | 04.º | 06.º | 09.º | 08.º | 08.º | 07.º | 04.º | 05.º | 04.º | 06.º | 04.º | 06.º | 05.º | 08.º | 06.º | 06.º | 07.º | 04.º | 07.º | 08.º | 07.º |
| Sport Boys        | 05.º | 10.º | 11.º | 11.º | 12.º | 11.º | 12.º | 12.º | 12.º | 12.º | 12.º | 11.º | 10.º | 10.º | 10.º | 10.º | 11.º | 11.º | 11.º | 09.º | 10.º | 08.º |
| Universitario     | 12.º | 08.º | 09.º | 08.º | 04.º | 03.º | 06.º | 10.º | 09.º | 09.º | 10.º | 09.º | 09.º | 07.º | 07.º | 09.º | 09.º | 08.º | 09.º | 08.º | 07.º | 09.º |
| San José          | 09.º | 03.º | 05.º | 10.º | 10.º | 12.º | 11.º | 11.º | 11.º | 10.º | 11.º | 12.º | 12.º | 11.º | 12.º | 11.º | 10.º | 10.º | 08.º | 11.º | 11.º | 10.º |
| Petrolero         | 11.º | 07.º | 03.º | 03.º | 01.º | 01.º | 04.º | 08.º | 07.º | 08.º | 04.º | 05.º | 08.º | 08.º | 09.º | 07.º | 08.º | 09.º | 10.º | 10.º | 09.º | 11.º |
| Guabirá           | 10.º | 05.º | 08.º | 05.º | 07.º | 09.º | 08.º | 09.º | 10.º | 11.º | 09.º | 10.º | 11.º | 12.º | 11.º | 12.º | 12.º | 12.º | 12.º | 12.º | 12.º | 12.º |

| 1. 2. |

### Resultados
| Local / Visita    | BLO | BOL | GUA | NAL | OP  | PET | RPO | SJ  | SB  | TS  | UNI | WIL |
| ----------------- | --- | --- | --- | --- | --- | --- | --- | --- | --- | --- | --- | --- |
| Blooming          |     | 0–1 | 3–1 | 2–1 | 3–0 | 0–1 | 1–0 | 3–0 | 0–0 | 0–0 | 1–1 | 1–1 |
| Bolívar           | 3–0 |     | 6–0 | 4–2 | 0–1 | 2–1 | 2–0 | 2–1 | 2–1 | 2–1 | 4–2 | 2–1 |
| Guabirá           | 0–4 | 1–2 |     | 2–1 | 1–2 | 1–0 | 3–0 | 5–2 | 1–2 | 0–3 | 3–0 | 2–2 |
| Nacional Potosí   | 2–1 | 1–4 | 2–1 |     | 4–0 | 2–2 | 1–1 | 3–2 | 3–1 | 0–0 | 3–0 | 3–1 |
| Oriente Petrolero | 3–1 | 1–1 | 1–0 | 1–0 |     | 1–0 | 3–0 | 3–1 | 2–1 | 1–1 | 1–1 | 0–1 |
| Petrolero         | 0–0 | 0–1 | 1–0 | 5–0 | 0–1 |     | 1–1 | 2–1 | 0–0 | 0–1 | 1–0 | 5–0 |
| Real Potosí       | 5–1 | 0–0 | 3–1 | 3–1 | 4–1 | 2–0 |     | 2–1 | 2–0 | 0–2 | 1–2 | 4–0 |
| San José          | 1–0 | 0–2 | 3–0 | 2–2 | 2–0 | 2–1 | 1–0 |     | 2–2 | 0–1 | 1–1 | 1–0 |
| Sport Boys        | 0–2 | 3–2 | 1–0 | 5–2 | 2–2 | 0–0 | 1–1 | 3–1 |     | 2–2 | 0–0 | 1–0 |
| The Strongest     | 3–0 | 1–1 | 2–1 | 7–2 | 2–0 | 1–0 | 0–0 | 7–2 | 3–0 |     | 2–0 | 1–0 |
| Universitario     | 2–0 | 2–2 | 1–3 | 1–6 | 4–0 | 1–0 | 4–0 | 1–2 | 2–1 | 1–1 |     | 1–4 |
| Wilstermann       | 1–2 | 0–0 | 1–1 | 2–0 | 2–1 | 2–0 | 4–3 | 3–1 | 2–1 | 0–3 | 2–2 |     |

## Fixture
| The Strongest   | 2 - 1 | Guabirá           | Hernando Siles          | 12 de agosto | 20:00 |
| Sport Boys      | 1 - 1 | Real Potosí       | Edgar Peña              | 13 de agosto | 15:00 |
| Bolívar         | 4 - 2 | Universitario     | Hernando Siles          | 13 de agosto | 20:00 |
| Petrolero       | 0 - 1 | Oriente Petrolero | Federico Ibarra         | 14 de agosto | 15:00 |
| Nacional Potosí | 3 - 2 | San José          | Víctor Agustín Ugarte   | 14 de agosto | 15:00 |
| Blooming        | 1 - 1 | Wilstermann       | Ramón Tahuichi Aguilera | 14 de agosto | 19:30 |

| San José    | 2 - 0 | Oriente Petrolero | Jesús Bermúdez          | 19 de agosto | 20:00 |
| Guabirá     | 2 - 1 | Nacional Potosí   | Gilberto Parada         | 20 de agosto | 15:30 |
| Real Potosí | 1 - 2 | Universitario     | Víctor Agustín Ugarte   | 21 de agosto | 15:00 |
| Bolívar     | 2 - 1 | The Strongest     | Hernando Siles          | 21 de agosto | 16:00 |
| Wilstermann | 2 - 1 | Sport Boys        | Félix Capriles          | 21 de agosto | 17:15 |
| Blooming    | 0 - 1 | Petrolero         | Ramón Tahuichi Aguilera | 21 de agosto | 19:30 |

| Universitario     | 1 - 4 | Wilstermann     | Olímpico Patria         | 24 de agosto     | 19:00 |
| Oriente Petrolero | 1 - 0 | Guabirá         | Ramón Tahuichi Aguilera | 24 de agosto     | 20:30 |
| Petrolero         | 2 - 1 | San José        | Federico Ibarra         | 28 de agosto     | 15:00 |
| Bolívar           | 4 - 2 | Nacional Potosí | Hernando Siles          | 21 de septiembre | 15:00 |
| The Strongest     | 0 - 0 | Real Potosí     | Hernando Siles          | 21 de septiembre | 20:00 |
| Sport Boys        | 0 - 2 | Blooming        | Edgar Peña              | 22 de septiembre | 20:00 |

| Sport Boys  | 0 - 0 | Petrolero         | Edgar Peña              | 9 de septiembre  | 20:00 |
| Blooming    | 0 - 0 | Universitario     | Ramón Tahuichi Aguilera | 10 de septiembre | 17:15 |
| Guabirá     | 5 - 2 | San José          | Gilberto Parada         | 11 de septiembre | 15:00 |
| Real Potosí | 3 - 1 | Nacional Potosí   | Víctor Agustín Ugarte   | 11 de septiembre | 15:30 |
| Bolívar     | 0 - 1 | Oriente Petrolero | Hernando Siles          | 11 de septiembre | 16:00 |
| Wilstermann | 0 - 3 | The Strongest     | Félix Capriles          | 11 de septiembre | 17:15 |

| Nacional Potosí   | 3 - 1 | Wilstermann | Víctor Agustín Ugarte   | 14 de septiembre | 18:00 |
| Universitario     | 2 - 1 | Sport Boys  | Olímpico Patria         | 14 de septiembre | 20:15 |
| Petrolero         | 1 - 0 | Guabirá     | Federico Ibarra         | 15 de septiembre | 15:00 |
| The Strongest     | 3 - 0 | Blooming    | Hernando Siles          | 26 de octubre    | 20:00 |
| San José          | 0 – 2 | Bolívar     | Jesús Bermúdez          | 27 de octubre    | 20:00 |
| Oriente Petrolero | 3 – 0 | Real Potosí | Ramón Tahuichi Aguilera | 27 de octubre    | 20:30 |

| Sport Boys    | 2 - 2 | The Strongest     | Edgar Peña              | 17 de septiembre | 15:00 |
| Real Potosí   | 2 - 1 | San José          | Víctor Agustín Ugarte   | 18 de septiembre | 15:00 |
| Universitario | 1 - 0 | Petrolero         | Olímpico Patria         | 18 de septiembre | 15:00 |
| Bolívar       | 6 - 0 | Guabirá           | Hernando Siles          | 18 de septiembre | 16:00 |
| Wilstermann   | 2 - 1 | Oriente Petrolero | Félix Capriles          | 18 de septiembre | 17:15 |
| Blooming      | 2 - 1 | Nacional Potosí   | Ramón Tahuichi Aguilera | 19 de septiembre | 20:00 |

| Petrolero         | 0 - 1 | Bolívar       | Federico Ibarra         | 24 de septiembre | 15:00 |
| The Strongest     | 2 - 0 | Universitario | Hernando Siles          | 24 de septiembre | 17:15 |
| Guabirá           | 3 - 0 | Real Potosí   | Gilberto Parada         | 25 de septiembre | 15:00 |
| San José          | 1 - 0 | Wilstermann   | Jesús Bermúdez          | 25 de septiembre | 15:00 |
| Nacional Potosí   | 3 - 1 | Sport Boys    | Víctor Agustín Ugarte   | 25 de septiembre | 17:15 |
| Oriente Petrolero | 3 - 1 | Blooming      | Ramón Tahuichi Aguilera | 25 de septiembre | 19:30 |

| The Strongest | 1 - 0 | Petrolero         | Hernando Siles          | 27 de septiembre | 20:00 |
| Real Potosí   | 2 - 1 | Bolívar           | Víctor Agustín Ugarte   | 28 de septiembre | 20:00 |
| Blooming      | 3 - 0 | San José          | Ramón Tahuichi Aguilera | 28 de septiembre | 20:30 |
| Wilstermann   | 1 - 1 | Guabirá           | Félix Capriles          | 29 de septiembre | 18:00 |
| Universitario | 1 - 6 | Nacional Potosí   | Olímpico Patria         | 29 de septiembre | 20:00 |
| Sport Boys    | 2 - 2 | Oriente Petrolero | Edgar Peña              | 29 de septiembre | 20:30 |

| Petrolero         | 1 - 1 | Real Potosí   | Federico Ibarra         | 15 de octubre | 15:00 |
| Nacional Potosí   | 0 - 0 | The Strongest | Víctor Agustín Ugarte   | 16 de octubre | 15:00 |
| San José          | 2 - 2 | Sport Boys    | Jesús Bermúdez          | 16 de octubre | 15:00 |
| Bolívar           | 2 - 1 | Wilstermann   | Hernando Siles          | 16 de octubre | 16:00 |
| Guabirá           | 0 - 4 | Blooming      | Gilberto Parada         | 16 de octubre | 17:15 |
| Oriente Petrolero | 1 - 1 | Universitario | Ramón Tahuichi Aguilera | 16 de octubre | 19:30 |

| Universitario   | 0 - 2 | San José          | Olímpico Patria         | 19 de octubre | 18:15 |
| Wilstermann     | 3 - 2 | Real Potosí       | Félix Capriles          | 19 de octubre | 20:00 |
| Blooming        | 0 - 1 | Bolívar           | Ramón Tahuichi Aguilera | 19 de octubre | 20:30 |
| Nacional Potosí | 2 - 2 | Petrolero         | Víctor Agustín Ugarte   | 20 de octubre | 18:30 |
| The Strongest   | 2 - 0 | Oriente Petrolero | Hernando Siles          | 20 de octubre | 20:30 |
| Sport Boys      | 1 - 0 | Guabirá           | Edgar Peña              | 20 de octubre | 20:45 |

| Real Potosí       | 5 – 1 | Blooming        | Víctor Agustín Ugarte   | 22 de octubre | 15:00 |
| Petrolero         | 5 – 0 | Wilstermann     | Federico Ibarra         | 23 de octubre | 15:00 |
| Guabirá           | 3 – 0 | Universitario   | Gilberto Parada         | 23 de octubre | 15:00 |
| Bolívar           | 2 – 1 | Sport Boys      | Hernando Siles          | 23 de octubre | 16:00 |
| San José          | 0 – 1 | The Strongest   | Jesús Bermúdez          | 23 de octubre | 17:15 |
| Oriente Petrolero | 1 – 0 | Nacional Potosí | Ramón Tahuichi Aguilera | 24 de octubre | 20:00 |

| San José          | 2 - 2 | Nacional Potosí | Jesús Bermúdez          | 30 de noviembre | 18:30 |
| Universitario     | 2 - 2 | Bolívar         | Olímpico Patria         | 30 de noviembre | 20:00 |
| Wilstermann       | 1 - 2 | Blooming        | Félix Capriles          | 30 de noviembre | 20:45 |
| Guabirá           | 0 - 3 | The Strongest   | Gilberto Parada         | 1 de diciembre  | 15:00 |
| Real Potosí       | 2 - 0 | Sport Boys      | Víctor Agustín Ugarte   | 1 de diciembre  | 20:00 |
| Oriente Petrolero | 1 - 0 | Petrolero       | Ramón Tahuichi Aguilera | 1 de diciembre  | 20:45 |

| Sport Boys        | 1 - 0 | Wilstermann | Samuel Vaca             | 29 de octubre | 15:00 |
| Petrolero         | 0 - 0 | Blooming    | Federico Ibarra         | 30 de octubre | 15:00 |
| Universitario     | 4 - 0 | Real Potosí | Olímpico Patria         | 30 de octubre | 15:00 |
| The Strongest     | 1 - 1 | Bolívar     | Hernando Siles          | 30 de octubre | 17:15 |
| Oriente Petrolero | 3 - 1 | San José    | Ramón Tahuichi Aguilera | 30 de octubre | 19:30 |
| Nacional Potosí   | 2 - 1 | Guabirá     | Víctor Agustín Ugarte   | 31 de octubre | 20:00 |

| Universitario | 1 - 1 | The Strongest     | Olímpico Patria         | 2 de noviembre | 15:00 |
| Bolívar       | 2 - 1 | Petrolero         | Hernando Siles          | 2 de noviembre | 16:00 |
| Blooming      | 3 - 0 | Oriente Petrolero | Ramón Tahuichi Aguilera | 2 de noviembre | 17:15 |
| Sport Boys    | 5 - 2 | Nacional Potosí   | Samuel Vaca             | 3 de noviembre | 15:00 |
| Real Potosí   | 3 - 1 | Guabirá           | Víctor Agustín Ugarte   | 3 de noviembre | 18:00 |
| Wilstermann   | 3 - 1 | San José          | Félix Capriles          | 3 de noviembre | 20:15 |

| San José          | 3 - 0 | Guabirá     | Jesús Bermúdez          | 18 de noviembre | 20:00 |
| Petrolero         | 0 - 0 | Sport Boys  | Federico Ibarra         | 19 de noviembre | 15:00 |
| Universitario     | 2 - 0 | Blooming    | Olímpico Patria         | 19 de noviembre | 17:15 |
| Nacional Potosí   | 1 - 1 | Real Potosí | Víctor Agustín Ugarte   | 20 de noviembre | 15:00 |
| The Strongest     | 1 - 0 | Wilstermann | Hernando Siles          | 20 de noviembre | 17:15 |
| Oriente Petrolero | 1 - 1 | Bolívar     | Ramón Tahuichi Aguilera | 20 de noviembre | 19:30 |

| Guabirá     | 1 - 0 | Petrolero         | Gilberto Parada         | 23 de noviembre | 15:30 |
| Sport Boys  | 0 - 0 | Universitario     | Samuel Vaca             | 23 de noviembre | 16:15 |
| Blooming    | 0 - 0 | The Strongest     | Ramón Tahuichi Aguilera | 23 de noviembre | 20:45 |
| Wilstermann | 2 - 0 | Nacional Potosí   | Félix Capriles          | 24 de noviembre | 18:00 |
| Bolívar     | 2 - 1 | San José          | Hernando Siles          | 24 de noviembre | 20:00 |
| Real Potosí | 4 - 1 | Oriente Petrolero | Víctor Agustín Ugarte   | 24 de noviembre | 20:15 |

| Petrolero         | 1 - 0 | Universitario | Federico Ibarra         | 26 de noviembre | 15:00 |
| The Strongest     | 3 - 0 | Sport Boys    | Hernando Siles          | 26 de noviembre | 17:15 |
| Guabirá           | 1 - 2 | Bolívar       | Gilberto Parada         | 27 de noviembre | 15:00 |
| San José          | 1 - 0 | Real Potosí   | Jesús Bermúdez          | 27 de noviembre | 15:00 |
| Nacional Potosí   | 2 - 1 | Blooming      | Víctor Agustín Ugarte   | 27 de noviembre | 17:15 |
| Oriente Petrolero | 0 - 1 | Wilstermann   | Ramón Tahuichi Aguilera | 27 de noviembre | 19:30 |

| Nacional Potosí | 1 - 4 | Bolívar           | Víctor Agustín Ugarte   | 3 de diciembre | 15:00 |
| Wilstermann     | 2 - 2 | Universitario     | Félix Capriles          | 3 de diciembre | 20:00 |
| Real Potosí     | 0 - 2 | The Strongest     | Víctor Agustín Ugarte   | 4 de diciembre | 15:00 |
| San José        | 2 - 1 | Petrolero         | Jesús Bermúdez          | 4 de diciembre | 15:00 |
| Guabirá         | 1 - 2 | Oriente Petrolero | Gilberto Parada         | 4 de diciembre | 17:15 |
| Blooming        | 0 - 0 | Sport Boys        | Ramón Tahuichi Aguilera | 4 de diciembre | 19:30 |

| Bolívar           | 2 - 0 | Real Potosí   | Hernando Siles          | 7 de diciembre | 20:00 |
| Guabirá           | 2 - 2 | Wilstermann   | Gilberto Parada         | 7 de diciembre | 20:00 |
| Oriente Petrolero | 2 - 1 | Sport Boys    | Ramón Tahuichi Aguilera | 7 de diciembre | 20:30 |
| Petrolero         | 0 - 1 | The Strongest | Federico Ibarra         | 8 de diciembre | 15:00 |
| San José          | 1 - 0 | Blooming      | Jesús Bermúdez          | 8 de diciembre | 18:00 |
| Nacional Potosí   | 3 - 0 | Universitario | Víctor Agustín Ugarte   | 8 de diciembre | 20:15 |

| Universitario | 4 - 0 | Oriente Petrolero | Olímpico Patria         | 11 de diciembre | 15:00 |
| Sport Boys    | 3 - 1 | San José          | Edgar Peña              | 11 de diciembre | 15:00 |
| Wilstermann   | 0 - 0 | Bolívar           | Félix Capriles          | 11 de diciembre | 17:15 |
| Blooming      | 3 - 1 | Guabirá           | Ramón Tahuichi Aguilera | 11 de diciembre | 19:30 |
| Real Potosí   | 2 - 0 | Petrolero         | Víctor Agustín Ugarte   | 12 de diciembre | 20:00 |
| The Strongest | 7 - 2 | Nacional Potosí   | Hernando Siles          | 12 de diciembre | 20:00 |

| San José          | 1 - 1 | Universitario   | Jesús Bermúdez          | 17 de diciembre | 15:00 |
| Guabirá           | 1 - 2 | Sport Boys      | Gilberto Parada         | 18 de diciembre | 15:00 |
| Petrolero         | 5 - 0 | Nacional Potosí | Federico Ibarra         | 18 de diciembre | 15:00 |
| Oriente Petrolero | 1 - 1 | The Strongest   | Ramón Tahuichi Aguilera | 18 de diciembre | 15:30 |
| Bolívar           | 3 - 0 | Blooming        | Hernando Siles          | 18 de diciembre | 15:30 |
| Real Potosí       | 4 - 0 | Wilstermann     | Víctor Agustín Ugarte   | 18 de diciembre | 16:00 |

| Wilstermann     | 2 - 0 | Petrolero         | Félix Capriles          | 14 de diciembre | 20:00 |
| The Strongest   | 7 - 2 | San José          | Hernando Siles          | 21 de diciembre | 15:30 |
| Sport Boys      | 3 - 2 | Bolívar           | Samuel Vaca             | 21 de diciembre | 15:30 |
| Nacional Potosí | 4 - 0 | Oriente Petrolero | Víctor Agustín Ugarte   | 21 de diciembre | 20:00 |
| Blooming        | 1 - 0 | Real Potosí       | Ramón Tahuichi Aguilera | 21 de diciembre | 20:00 |
| Universitario   | 1 - 3 | Guabirá           | Olímpico Patria         | 21 de diciembre | 20:00 |

### Partido de desempate
Los equipos de The Strongest y Bolívar empataron en puntos en la primera posición, por lo que definieron en un partido extra el campeonato.
| 24 de diciembre de 2016, 12:00 (UTC-4) | The Strongest             | 2:1 (1:0) | Bolívar      | Estadio Hernando Siles, La Paz                          |                                                         |
|                                        | Pedrozo 31' · Escobar 74' | Reporte   | Callejón 88' | Asistencia: 34 237 espectadores Árbitro(s): Gery Vargas | Asistencia: 34 237 espectadores Árbitro(s): Gery Vargas |

| 19         | POR        | Daniel Vaca         |     |
| 5          | DEF        | Fernando Martelli   |     |
| 15         | DEF        | Luis Maldonado      |     |
| 6          | DEF        | Marvin Bejarano     |     |
| 8          | DEF        | Diego Bejarano      | 45' |
| 16         | MED        | Wálter Veizaga      |     |
| 14         | MED        | Diego Wayar         |     |
| 3          | MED        | Alejandro Chumacero | 85' |
| 26         | MED        | Raúl Castro         |     |
| 10         | DEL        | Pablo Escobar       |     |
| 11         | DEL        | Fabricio Pedrozo    | 54' |
| Entrenador | Entrenador | César Farías        |     |

| 22         | POR        | Diego Zamora      |     |
| 13         | DEF        | Óscar Baldomar    | 77' |
| 21         | DEF        | Ronald Eguino     |     |
| 19         | DEF        | Nelson Cabrera    |     |
| 5          | DEF        | Luis Gutiérrez    | 64' |
| 9          | DEF        | José Luis Sánchez |     |
| 16         | MED        | Walter Flores     | 55' |
| 23         | MED        | Leonel Justiniano |     |
| 8          | MED        | Leonel Morales    |     |
| 15         | DEL        | Juanmi Callejón   |     |
| 18         | DEL        | Eduardo Fierro    |     |
| Entrenador | Entrenador | Beñat San José    |     |

| 5  | MED | Ramiro Ballivián | 45' |
| 14 | DEL | Matías Alonso    | 54' |
| 11 | DEL | Nelvin Soliz     | 85' |

| 15 | MED | Rudy Cardozo     | 55' |
| 9  | DEL | Jaime Arrascaita | 64' |
| 7  | DEL | Hugo Bargas      | 77' |

| Anotado | 31' | Fabricio Pedrozo | 1–0 |
| Anotado | 73' | Pablo Escobar    | 2–0 |

| Anotado | 88' | Juan Miguel Callejón | 2–1 |

| Amonestado | 5'  | Luis Maldonado      |
| Amonestado | 13' | Walter Veizaga      |
| Amonestado | 44' | Fernando Martelli   |
| Amonestado | 49' | Alejandro Chumacero |
| Amonestado | 50' | Marvin Bejarano     |

| Amonestado | 5'  | Luis Gutiérrez       |
| Amonestado | 18' | Leonel Justiniano    |
| Amonestado | 34' | Walter Flores        |
| Amonestado | 50' | Leonel Morales       |
| Amonestado | 62' | Eduardo Fierro       |
| Amonestado | 66' | Nelson Cabrera       |
| Amonestado | 67' | Ronald Eguino        |
| Amonestado | 84' | José Luis Sánchez    |
| Expulsado  | 81' | Jorge Enrique Flores |

| Árbitro:                                                       | Gery Vargas        |
| Árbitros asistentes:                                           | Bandera de Bolivia |
| Árbitros asistentes:                                           | Bandera de Bolivia |
| Cuarto árbitro:                                                | Bandera de Bolivia |
| Reporte Archivado el 11 de febrero de 2017 en Wayback Machine. |                    |

| 19         | POR        | Daniel Vaca         |     |
| 5          | DEF        | Fernando Martelli   |     |
| 15         | DEF        | Luis Maldonado      |     |
| 6          | DEF        | Marvin Bejarano     |     |
| 8          | DEF        | Diego Bejarano      | 45' |
| 16         | MED        | Wálter Veizaga      |     |
| 14         | MED        | Diego Wayar         |     |
| 3          | MED        | Alejandro Chumacero | 85' |
| 26         | MED        | Raúl Castro         |     |
| 10         | DEL        | Pablo Escobar       |     |
| 11         | DEL        | Fabricio Pedrozo    | 54' |
| Entrenador | Entrenador | César Farías        |     |

| 22         | POR        | Diego Zamora      |     |
| 13         | DEF        | Óscar Baldomar    | 77' |
| 21         | DEF        | Ronald Eguino     |     |
| 19         | DEF        | Nelson Cabrera    |     |
| 5          | DEF        | Luis Gutiérrez    | 64' |
| 9          | DEF        | José Luis Sánchez |     |
| 16         | MED        | Walter Flores     | 55' |
| 23         | MED        | Leonel Justiniano |     |
| 8          | MED        | Leonel Morales    |     |
| 15         | DEL        | Juanmi Callejón   |     |
| 18         | DEL        | Eduardo Fierro    |     |
| Entrenador | Entrenador | Beñat San José    |     |

| 5  | MED | Ramiro Ballivián | 45' |
| 14 | DEL | Matías Alonso    | 54' |
| 11 | DEL | Nelvin Soliz     | 85' |

| 15 | MED | Rudy Cardozo     | 55' |
| 9  | DEL | Jaime Arrascaita | 64' |
| 7  | DEL | Hugo Bargas      | 77' |

| Anotado | 31' | Fabricio Pedrozo | 1–0 |
| Anotado | 73' | Pablo Escobar    | 2–0 |

| Anotado | 88' | Juan Miguel Callejón | 2–1 |

| Amonestado | 5'  | Luis Maldonado      |
| Amonestado | 13' | Walter Veizaga      |
| Amonestado | 44' | Fernando Martelli   |
| Amonestado | 49' | Alejandro Chumacero |
| Amonestado | 50' | Marvin Bejarano     |

| Amonestado | 5'  | Luis Gutiérrez       |
| Amonestado | 18' | Leonel Justiniano    |
| Amonestado | 34' | Walter Flores        |
| Amonestado | 50' | Leonel Morales       |
| Amonestado | 62' | Eduardo Fierro       |
| Amonestado | 66' | Nelson Cabrera       |
| Amonestado | 67' | Ronald Eguino        |
| Amonestado | 84' | José Luis Sánchez    |
| Expulsado  | 81' | Jorge Enrique Flores |

| Árbitro:                                                       | Gery Vargas        |
| Árbitros asistentes:                                           | Bandera de Bolivia |
| Árbitros asistentes:                                           | Bandera de Bolivia |
| Cuarto árbitro:                                                | Bandera de Bolivia |
| Reporte Archivado el 11 de febrero de 2017 en Wayback Machine. |                    |

|                                                       |
| Campeón The Strongest 15.º título de Primera División |

## Goleadores
| Jugador               | Equipo          | Goles |
| --------------------- | --------------- | ----- |
| Juanmi Callejón       | Bolívar         | 16    |
| Cristián Alessandrini | Nacional Potosí | 14    |
| José Castillo         | Guabirá         | 13    |
| Pablo Escobar         | The Strongest   | 13    |
| Gabriel Ríos          | San José        | 12    |
| Carlos Saucedo        | Real Potosí     | 11    |

- Fuentes:
  - FIFA.com-LFPB: Goleadores

## Entrenadores
| Equipo            | Entrenador/es        | Fechas      |
| ----------------- | -------------------- | ----------- |
| Blooming          | Mauricio Soria       | Todas       |
| Bolívar           | Beñat San José       | Todas       |
| Guabirá           | Federico Justiniano  | 1.ª a 17.ª  |
| Guabirá           | Hugo Sosa (Interino) | 18.ª        |
| Guabirá           | Víctor Hugo Antelo   | 19.ª a 22.ª |
| Nacional Potosí   | William Ramallo      | Todas       |
| Oriente Petrolero | Wilson Gutiérrez     | Todas       |
| Petrolero         | Milton Maygua        | Todas       |
| Real Potosí       | David de la Torre    | 1.ª a 18.ª  |
| San José          | Marcos Ferrufino     | 1.ª a 8.ª   |
| San José          | Carlos De Toro       | 9ª a 22.ª   |
| Sport Boys        | Eduardo Villegas     | 1.ª a 4.ª   |
| Sport Boys        | Xabier Azkargorta    | 5ª a 22.ª   |
| The Strongest     | César Farías         | Todas       |
| Universitario     | Javier Vega          | Todas       |
| Wilstermann       | Julio Alberto Zamora | 1.ª a 18.ª  |
| Wilstermann       | Norberto Kekez       | 19.ª a 22.ª |